# Fermín Álvarez Álvarez
Fermín Álvarez Álvarez (Grado, 15 de juliol de 1967) és un exfutbolista asturià, que ocupava la posició de migcampista.

## Trajectòria
Va destacar al Reial Oviedo, equip amb el qual va jugar tres temporades a primera divisió, entre 1990 i 1993, disputant en total 12 partits i marcant un gol. La temporada 93/94 recala al CE Castelló, on és titular i marca cinc gols en 31 partits.
Posteriorment, la carrera del migcampista prossegueix per equips modestos asturians, com el Marino, el Real Avilés, el Mosconia o l'Hispano, entre d'altres.